# Гуатимак
Гуатимак (исп. Guatimac) — глиняная антропоморфная фигурка, которая была изготовлена в период Гуанчи в Тенерифе (Канарские острова).
Гуатимак был обнаружен в 1885 году в пещере, которая располагается в овраге в Фасниа Тауншип к юго-востоку от Тенерифе. Обнаруженный артефакт был завёрнут в козью шкуру. Фигурка изготовлена из глины и предполагается, что её носили на шее священнослужители аборигенов и использовали для различных обрядов. Размер фигурки составляет примерно 6,4 см в высоту. Она имеет большую антропологическую и этнографическую ценность, так как представляет собой один из немногих сохранившихся до нашего времени образцов культуры доисторического Тенерифе.
В настоящее время Гуатимак демонстрируется в археологическом музее Поэрто-де-ла-Круса.